# Pilotrichella stuhlmannii
Pilotrichella stuhlmannii är en bladmossart som beskrevs av Brotherus 1897. Pilotrichella stuhlmannii ingår i släktet Pilotrichella och familjen Meteoriaceae. Inga underarter finns listade i Catalogue of Life.